# Bohdanówka (obwód tarnopolski)
Bohdanówka (ukr. Богданівка, Bohdaniwka) – wieś na Ukrainie, w obwodzie tarnopolskim, w rejonie krzemienieckim, w hromadzie Krzemieniec, nad Ikwą. W 2001 roku liczyła 416 mieszkańców.